# Як часто строкатим натовпом оточений
Як часто строкатим натовпом оточений (рос. Как ча́сто пёстрою толпо́ю окружён) — творча робота у віршованій формі, створена в 1840 році Михайлом Юрійовичем Лермонтовим.
Дане вірш оцінюється багатьма критиками як одне з найзначніших віршів Лермонтова, по душевному настрою і емоційному пафосу близьке до «Смерті поета». За свідченнями сучасників, цей вірш написано після відвідин Лермонтовим маскараду в ніч з 1-го на 2-е січня 1840 року. Опублікування спричинило за собою нові гоніння на поета, зовсім недавно «прощеного».